# Hypoprepia muelleri
Hypoprepia muelleri là một loài bướm đêm thuộc phân họ Arctiinae, họ Erebidae.